# پینگفونگ
پینگفونگ (کره‌ای: 핑크퐁) شرکت رسانه‌ای کره‌ای است، که در سال ۲۰۱۰ تأسیس شد.